# Николешти (Валча)
Николешти (рум. Nicolești) насеље је у Румунији у округу Валча у општини Каса Веке-Олану. Oпштина се налази на надморској висини од 185 m.

## Становништво
Према подацима из 2002. године у насељу је живело 126 становника, од којих су сви румунске националности.